# بهرام قاسمی
بهرام قاسمی (زادهٔ ۳۱ اردیبهشت ۱۳۳۵) دیپلمات ایرانی است که به‌عنوان سفیر ایران در فرانسه در فاصله سال‌های ۱۳۹۸ تا ۱۴۰۰ فعّالیت می‌کرد. وی نخستین سفیر جمهوری اسلامی ایران در فرانسه بعد از شش ماه اختلاف و تنش‌های دیپلماتیک میان دو کشور بوده‌است.
بهرام قاسمی فعالیت خود را از مطبوعات ایران شروع کرد و بین سال‌های ۱۳۵۸ تا ۱۳۶۰ شمسی، مسئولیت‌هایی چون عضویت در هیئت اولیه مؤسس روزنامه جمهوری اسلامی و سردبیری و دبیر شورای سردبیری و عضو هیئت سرپرستی مؤسسه اطلاعات را بر عهده‌داشت. سرانجام در سال ۱۳۶۰ وی فعالیت سیاسی خود را با ورود به وزارت امور خارجه ایران شروع کرد. وی سفیر ایران در ایتالیا و سفیر ایران در اسپانیا بوده‌است. او همچنین اولین سفیر ایران در ایرلند بود. او از سال ۱۳۹۳ معاونت پژوهش‌های روابط بین‌الملل مرکز تحقیقات استراتژیک را به عهده دارد.
بهرام قاسمی در پایان دوره مأموریت خود به عنوان سفیر ایران در ایتالیا، توانست نشان و لوح افتخار ستاره همبستگی (به انگلیسی: Order of The Star of Italian Solidarity) را از رئیس‌جمهور وقت ایتالیا، جورجو ناپولیتانو دریافت کند.
وی از خرداد ۱۳۹۵ تا فروردین ۱۳۹۸ به عنوان سخنگو و رئیس مرکز دیپلماسی عمومی و رسانه‌ای وزارت امور خارجه ایران فعالیت می‌کرد.